# Lammassaari (ö i Nyland, Helsingfors, lat 60,22, long 23,77)
Lammassaari är en ö i Finland. Den ligger i sjön Lojo sjö och i kommunen Lojo i den ekonomiska regionen  Helsingfors  och landskapet Nyland, i den södra delen av landet, 60 km väster om huvudstaden Helsingfors. Öns area är 3,6 hektar och dess största längd är 420 meter i öst-västlig riktning.